# Леруа, Пётр Людовик
Пётр Людовик Леруа (Ле Руа) (нем. Peter Ludwig le Roy; 1699—1774) — экстраординарный академик по кафедре новой истории.
Сын француза-протестанта, учился в Берлине, Франкфурте и Галле. В 1731 году был приглашён в Россию, учителем к старшему сыну Бирона — Петру.
В 1735 году зачислен в петербургскую академию наук: 5 мая барон И. А. Корф заключил с ним контракт, по которому Леруа был назначен экстраординарным академиком новой истории со специальным поручением иметь надзор за хранением карт.
С 1739 года он преподавал французский язык в академической гимназии, затем был её инспектором (1744—1748). Кроме того, во время камчатской экспедиции Г. Ф. Миллера он читал лекции по истории.
В 1748 году был уволен из академии и назначен архивариусом академической конференции. Через полгода стал воспитателем детей графа П. И. Шувалова.
В 1760 году опубликовал на немецком языке в Риге и Митаве сочинение, переизданное в 1766 году на французском в Санкт-Петербурге, а в русском переводе 1772 года получившее название «Приключения четырёх российских матросов, к острову Ост-Шпицбергену бурею принесенных, где они шесть лет и три месяца прожили». В нём описывались реальные события, произошедшие с четырьмя русскими поморами из Мезени, выброшенными на остров Эдж в юго-восточной части архипелага Шпицберген в 1743 году и проведшими на нём более 6 лет.
Последние годы жизни провел за границей, получая пенсию от Шуваловых, где и умер.